# Кай Раутіо
Кай Раутіо (фін. Kai Rautio; 22 липня 1964, м. Оулу, Фінляндія) — фінський хокеїст, захисник. Помічник головного тренера «Торпедо» (Нижній Новгород).
Вихованець хокейної школи «Кярпят» (Оулу). Виступав за «Кярпят» (Оулу), ГІФК (Гельсінкі), КалПа (Куопіо), ГПК (Гямеенлінна), «Франкфурт Лайонс», «Больцано», ХК «Кан».
У чемпіонатах Фінляндії — 535 матчів (68+110), у плей-оф — 56 матчів (5+11). У чемпіонатах Німеччини — 47 матчів (11+12), у плей-оф — 9 матчів (2+4). У чемпіонатах Франції — 43 матчі (13+28). У чемпіонатах Італії — 9 матчів (2+4).
У складі національної збірної Фінляндії учасник чемпіонатів світу 1990 і 1992 (11 матчів, 0+1). 
Досягнення
- Срібний призер чемпіонату світу (1992)
- Срібний призер чемпіонату Фінляндії (1987), бронзовий призер (1986, 1992, 1999).

Тренерська кар'єра
Тренерську кар'єру почав у 2006 році як головний тренер молодіжної команди «Пеліканс» (Лахті).
- Головний тренер ХК «Пеліканс» U20 (2006—08, молодіжна СМ-ліга).
- Помічник головного тренера ГІФК (Гельсінкі) (2008—11, СМ-ліга)
- Помічник головного тренера «Торпедо» (Нижній Новгород) (з 2011, КХЛ).

Досягнення (як тренера)
Як головного тренера:
- Чемпіон молодіжної ліги Фінляндії (2007);

Як помічника головного тренера:
- Чемпіон Фінляндії (2011).